# Isaac Colonia
Isaac Colonia, né en 1611 à Rotterdam et mort le 27 mars 1663 dans la même ville, est un peintre néerlandais de portraits, de natures mortes et de paysages du siècle d'or néerlandais.

## Biographie

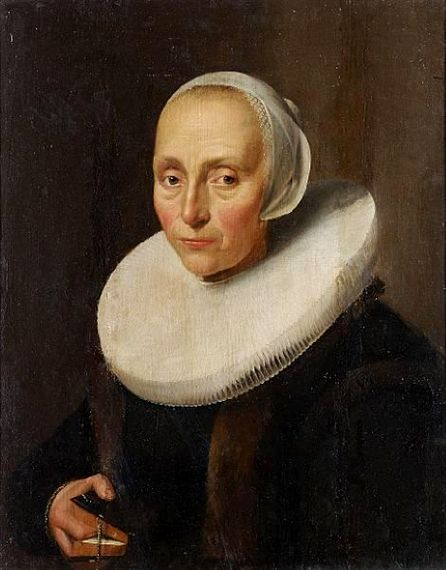
Portrait d'une dame.

Selon l'Institut néerlandais d'histoire de l'art, il est le fils d'Adam Louisz Colonia et de Baetris Dircksdr. van Beyeren, et le père du peintre Adam Colonia. Il a vécu sur le Delfschevaart à Rotterdam et est connu pour ses portraits. Peu de ses travaux ont survécu, car il semble avoir dirigé une entreprise de commerce d'art. Dans l'inventaire effectué après sa mort, 80 tableaux, grands et petits, ont été recensés. Les bénéficiaires de sa succession étaient (outre sa veuve) pour la plupart des peintres : Adriaen van de Venne, Jacques Bellevois, Adam Colonia, Cornelis Schaeck, Jacob Verboom, Jacob Peye et Abraham Hondius. Entre 1634 et 1655, lui et sa femme ont eu 9 enfants. Trois étaient encore mineurs à sa mort et ils ont été confiés à son fils Adam.